# Nästan överallt
Nästan överallt är ett matematiskt begrepp. Om något gäller nästan överallt, gäller det överallt utom på en nollmängd, vilket är en mängd med måttet 0.

## Exempel
- Om två funktioner är lika nästan överallt så är alla integraler över funktionerna lika. Med andra ord, om f och g är lika nästan överallt så är {\displaystyle \int f=\int g.}.

- Om vi använder det vanliga Lebesguemåttet är nästan alla reella tal irrationella.

## Formell definition
Låt {\displaystyle (X,{\mathcal {F}},\mu )} vara ett måttrum och {\displaystyle R\,} ett mätbart predikat i {\displaystyle X\,}, dvs mängden
{\displaystyle \{x\in X:R(x)\}\in {\mathcal {F}}.}
Man säger att {\displaystyle R\,} gäller µ-nästan överallt i {\displaystyle X\,} om och endast om
{\displaystyle \mu (\{x\in X:\neg R(x)\})=0,}
dvs den mängden där predikatet {\displaystyle R\,} inte stämmer är en µ-nollmängd.